# Fortysomething
Fortysomething est une mini-série britannique en six épisodes de 52 minutes créée par Nigel Williams d'après son roman éponyme (1999), et diffusé du 29 juin au 9 août 2003 sur ITV.
Cette série est inédite dans les pays francophones.

## Synopsis
Le Dr Paul Slippery fait face à une crise de la quarantaine. Sa femme Estelle démarre une nouvelle carrière de chasseur de tête, et il doit donc s'occuper de ses trois fils, tous obsédés par le sexe.

## Distribution
- Hugh Laurie : Paul Slippery
- Anna Chancellor : Estelle
- Benedict Cumberbatch : Rory
- Neil Henry : Daniel
- Joe Van Moyland : Edwin
- Peter Capaldi : Dr Ronnie Pilfrey
- Sheila Hancock : Gwendolen Hartley